# Louis Dumont (industriel)
Pour les articles homonymes, voir Dumont et Louis Dumont (homonymie).
Louis Dumont (1840-1908) est un industriel suisse originaire du Valais, qui a fondé la première usine hydroélectrique du département de l'Ain, en 1884.

## Biographie
Originaires de Vouvry, les Dumont sont des entrepreneurs actifs dans les applications industrielles de l’électricité, comme l'électrochimie. Dans les années 1860, Louis Dumont est attiré à Bellegarde, en France, par les travaux de la centrale par câbles télédynamiques.
Parallèlement, il exploite dans la région une carrière de chaux et établit dès juin 1873 son premier projet hydraulique en canalisant les eaux du Rougeland, un affluent de la Valserine, avoir travaillé à la Centrale hydraulique de la Jonction de Valserine. Il est par ailleurs, à partir de novembre 1874, concessionnaire de deux mines en Valais, l’une d’anthracite à Vionnaz et l’autre de houille à Vouvry. En juin 1881, il dépose une demande à la préfecture de l’Ain afin de construire un barrage sur la Valserine et obtient le feu vert. Il obtient en parallèle le soutien financier de M. de Chanteau qui lui apporte 500 000 francs français, en plus de la somme de 23 000 francs suisses de la vente de tous ses terrains et pâturages à la commune de Vouvry en 1879.
Construite sur la Valserine, l'usine de la Centrale hydraulique de la Jonction de Valserine donne l'éclairage électrique public à la ville. En août 1884, la première des trois turbines est mise en fonction et développe une force de 600 CV. Après la construction du barrage et du bâtiment usinier, dont il a dirigé lui-même les travaux, Dumont équipe la centrale en adressant ses commandes à la maison genevoise Meuron et Cuénod, qui a aménagé "la centrale d'éclairage électrique de Lausanne construite en 1882, ce qui en fait la première ville suisse à posséder une centrale. En janvier 1886, Dumont propose la construction d’un tramway urbain qui ne sera cependant pas réalisé. Son frère Pierre Dumont (1851-1904), s’installe à cette époque à Bellegarde, le long de l'usine électrique et construit des appareils électriques et des dynamos. En 1889, Louis Dumont demande à la préfecture l’autorisation d’établir un nouveau barrage, en vue d'une usine d’électrolyse d’aluminium, mais ce projet n'aboutira pas. À partir de  1898, Dumont commence sa production de carbure de calcium grâce à l’énergie électrique supplémentaire que lui fournit l’usine de la Borgne, sur une rivière de Suisse, affluente du Rhône, la première en Valais à produire cette matière avant la société Lonza à Viège.